# Fourneau Saint-Michel
Fourneau Saint-Michel is een gehucht en openluchtmuseum in de gemeente Saint-Hubert, ten noorden van het stadje, tussen de beboste heuvels van het groene dal van het riviertje Masblette.  Vroeger woonden er in dit dal benedictijner monniken.
De inwoners van Fourneau Saint-Michel (fourneau betekent in het Frans: oven) waren in de 17de en 18de eeuw werkzaam in ijzersmelterijen, een toen bloeiende tak van industrie.  
Op een open plek in het bos staan twee musea die gewijd zijn aan het leven in het verleden van deze streek.
De laatste abt van de Sint-Hubertusabdij, Nicolas Spirlet (1715-1794), richtte hier in 1771 een ijzergieterij en hoogoven in bij de Masbelette.  Nadat in het vervolg van de Franse Revolutie de kerkelijke bezittingen waren onteigend en de abt was gevlucht, kocht in 1797 de familie Zoude dit industriecomplex, zij hadden het in bezit tot 1942.
De enige nog bestaande hoogoven uit de 18e eeuw en smidswerkplaatsen vormen nu het hoogtepunt van het Musée du Fer et de la Métallurgie ancienne (IJzermuseum). Het hoofd van de restauratie was Willy Lassance (1924-2001), historicus en archeoloog van de Koninklijke Musea voor Kunst en Geschiedenis te Brussel. Het IJzermuseum is gedurende het gehele jaar 2013 voor renovatie gesloten.
Vlakbij ligt sinds 1971 het Musée de la Vie Rurale en Wallonie (Museum van het plattelandsleven in Wallonië) oftewel het Musée Plein Air (openluchtmuseum). Hier staan ongeveer 50 boerderijen uit de 19e eeuw uit verscheidene delen van Wallonië. De gebouwen zijn gerestaureerd en laten interieurs zien met authentieke meubels en huishoudelijke benodigdheden. Medewerkers van het museum demonstreren agrarische activiteiten en ambachten.
In 1966 is het terrein provinciaal domein geworden en sinds 1977 valt Fourneau Saint-Michel onder de provinciale Luxemburgse musea.

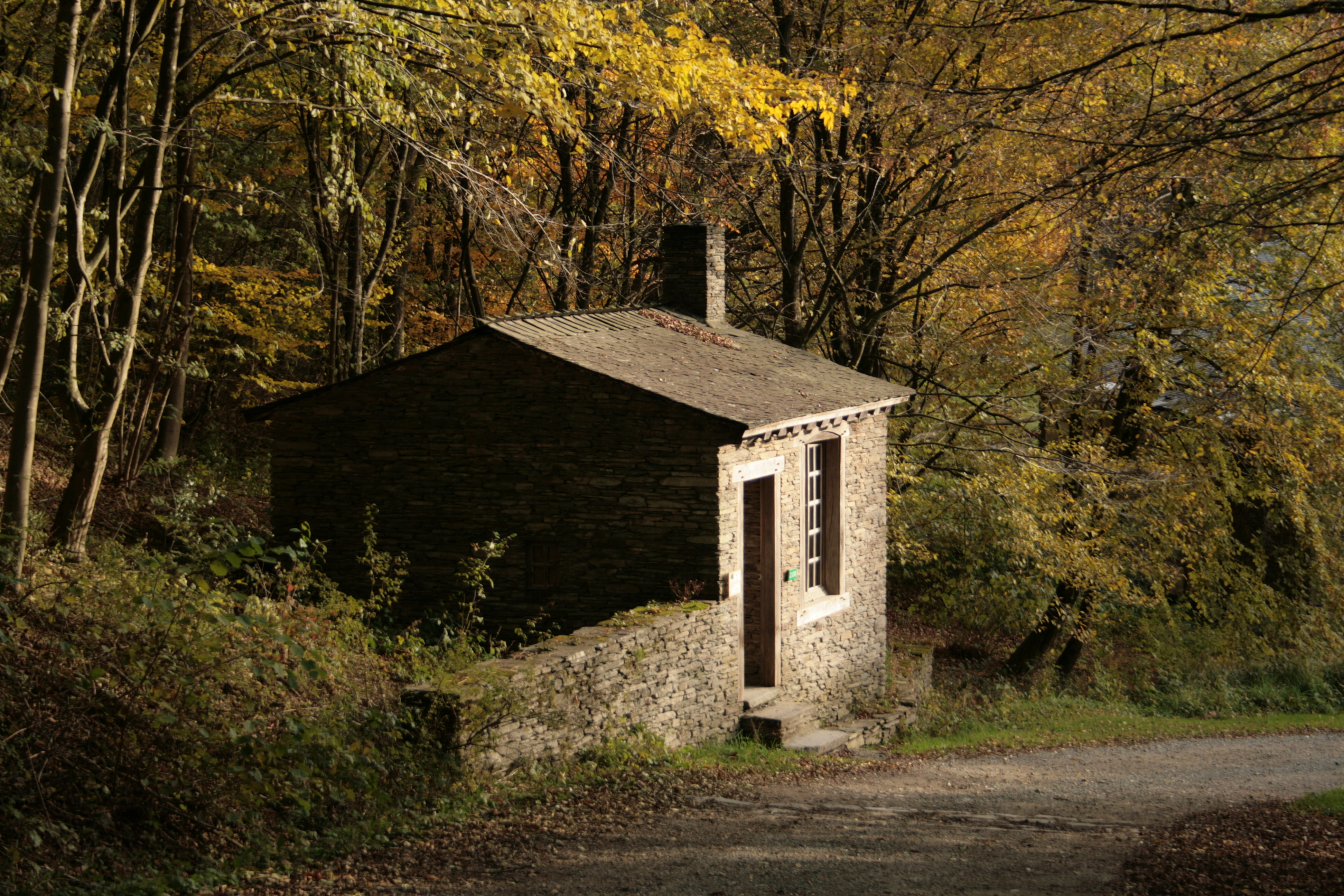
Oude smederij uit Bohan.
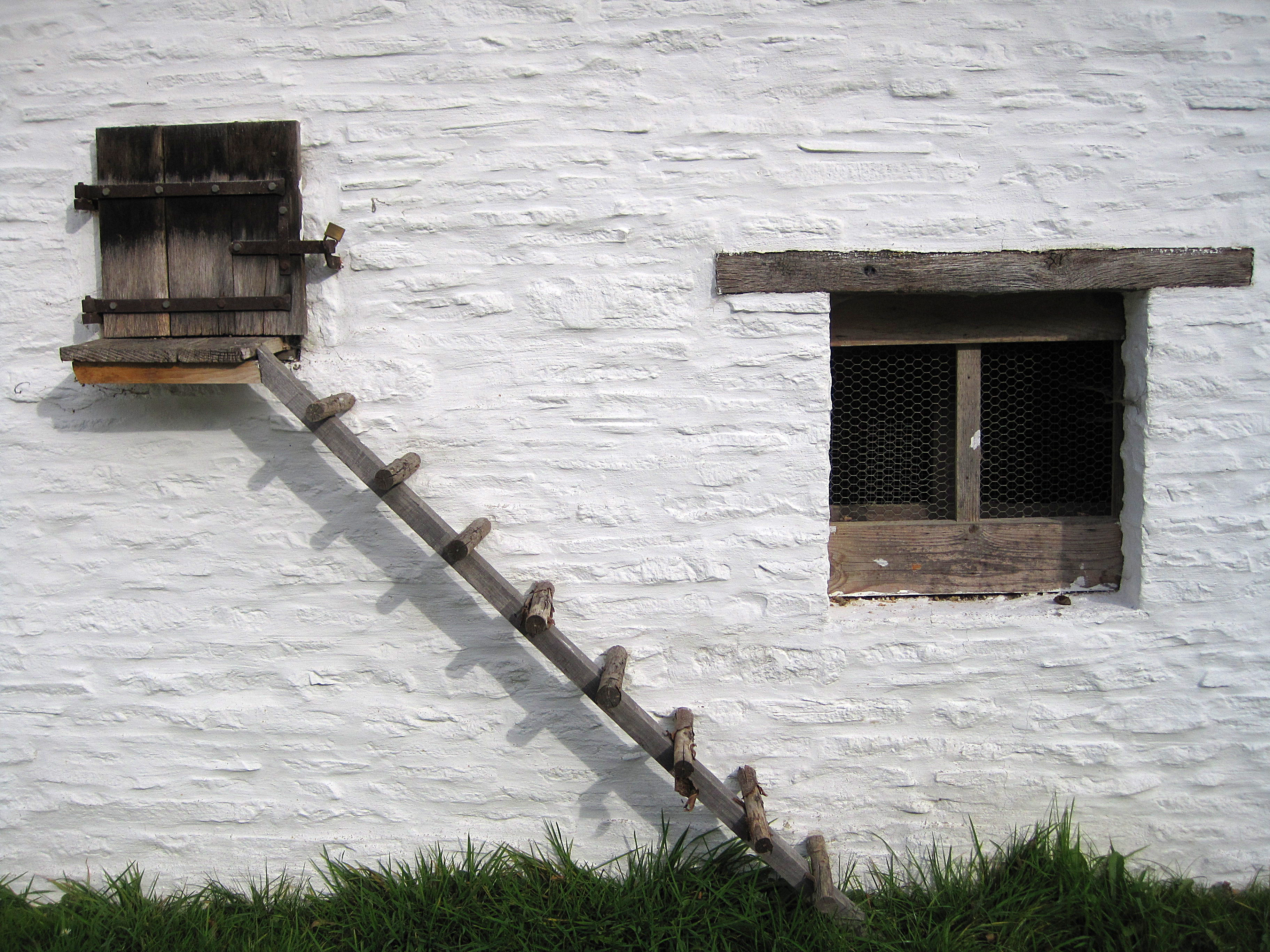
Kippenladder aan een boerderij.
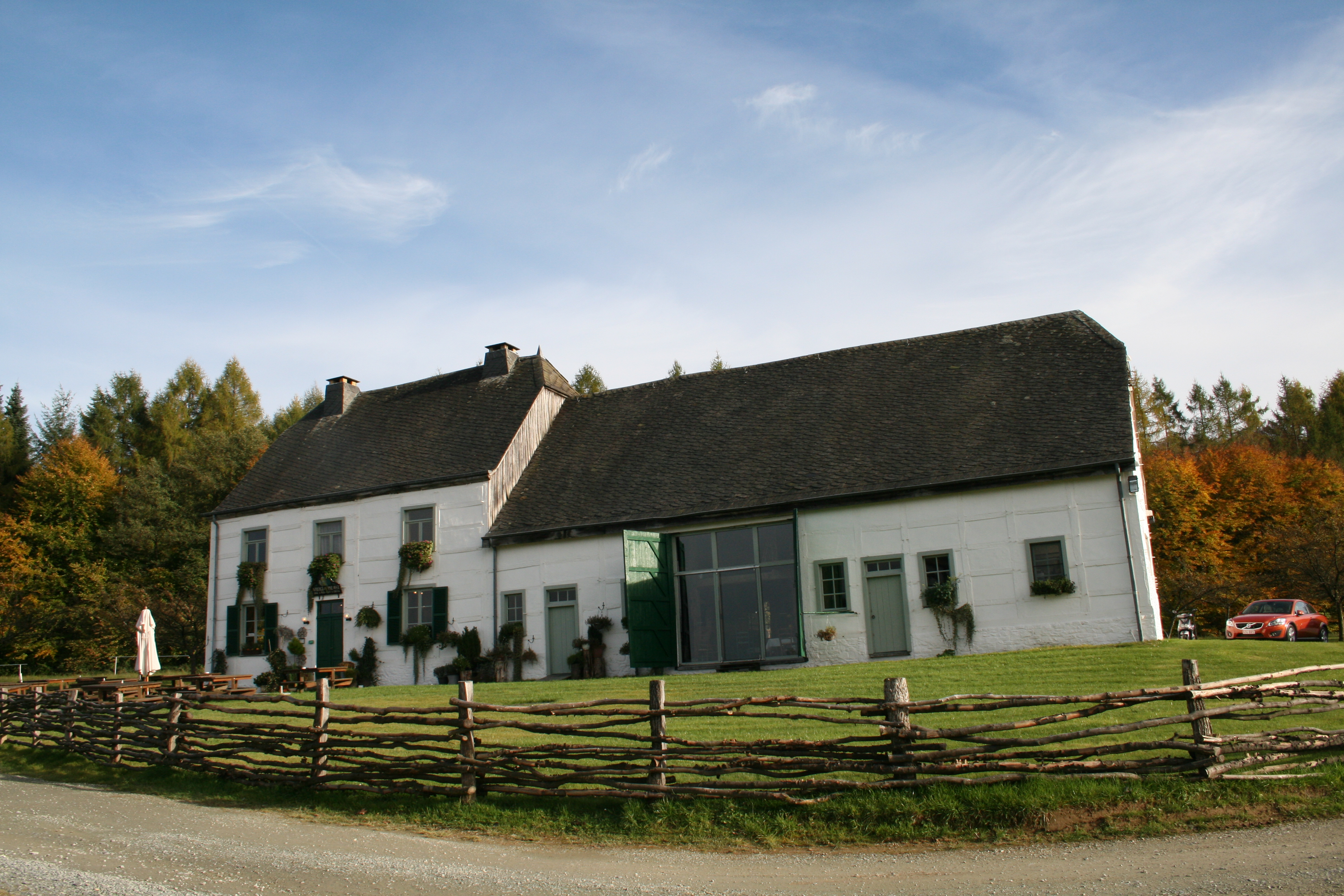
Auberge du Prévost, van de 18de eeuw, uit het dorp Journal, nu is hierin een vegetarisch restaurant gevestigd.